# Brentano-Haus (Günzburg)

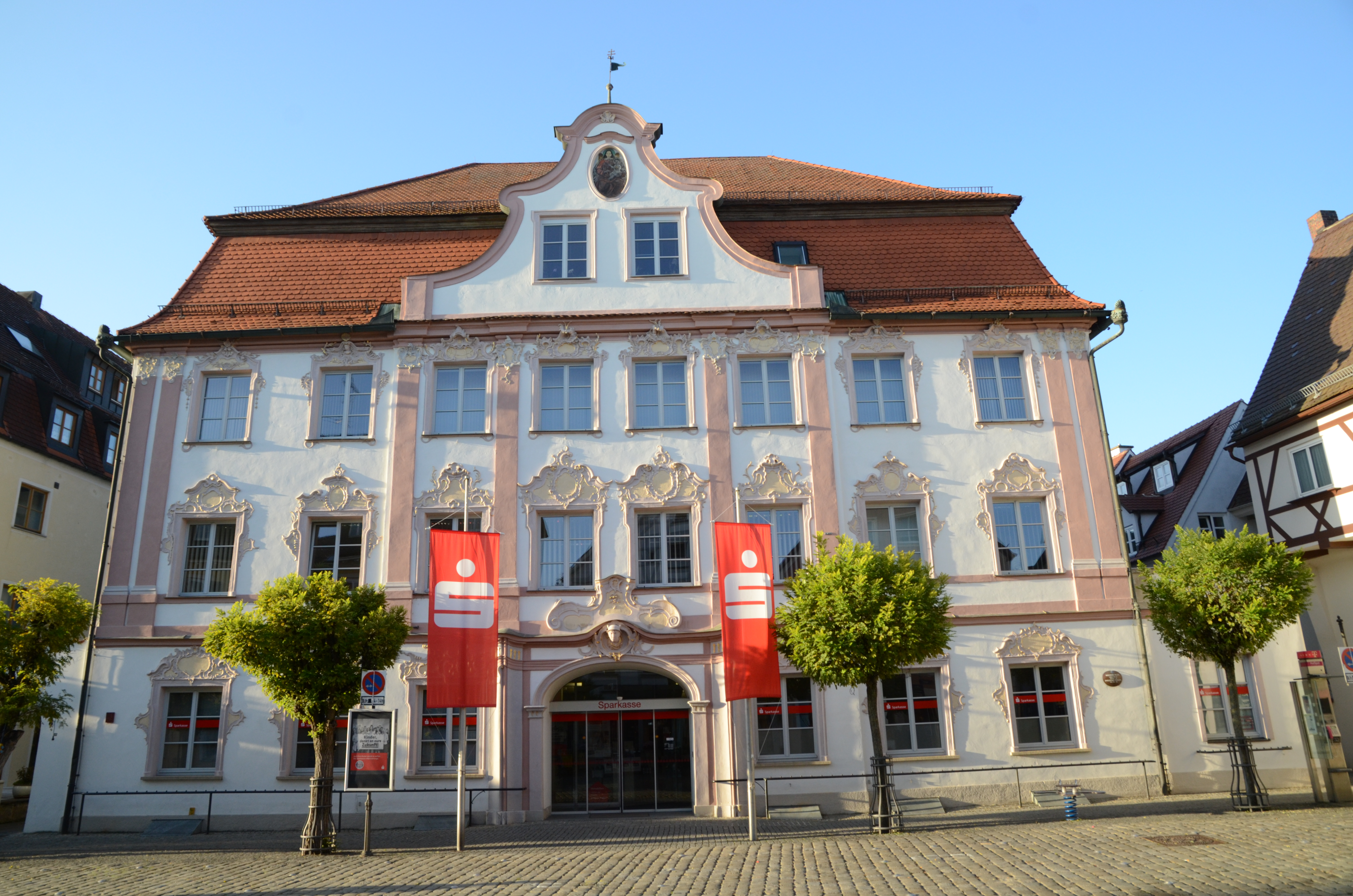
Brentano-Haus in Günzburg

Das Brentano-Haus in Günzburg, einer Stadt im schwäbischen Landkreis Günzburg, wurde 1747 errichtet. Das Gebäude am Marktplatz 8 ist ein geschütztes Baudenkmal.

## Geschichte
Bis zum Stadtbrand im Jahr 1735 standen an dieser Stelle zwei Gebäude. Die Handelskompanie Brentano-Monticelli & Co. kaufte beide Grundstücke und ließ 1747 ein repräsentatives Stadtpalais errichten. Nachdem die Geschäfte des Handelshauses in Günzburg nicht mehr florierten, verkaufte 1758 die Gesellschaft das Anwesen für 11.000 fl. an das Institut der Englischen Fräulein, das im Gebäude bis 1825 eine Mädchenschule betrieb. Im ersten Obergeschoss wurde um 1766 eine Kapelle eingerichtet. Nach 1825 wurde im Haus eine Weinhandlung eingerichtet, die bis 1938 von unterschiedlichen Besitzern geführt wurde. Im Jahr 1938 kaufte die Sparkasse Günzburg das Gebäude und ließ darin eine Filiale einrichten, die noch heute besteht.

## Beschreibung

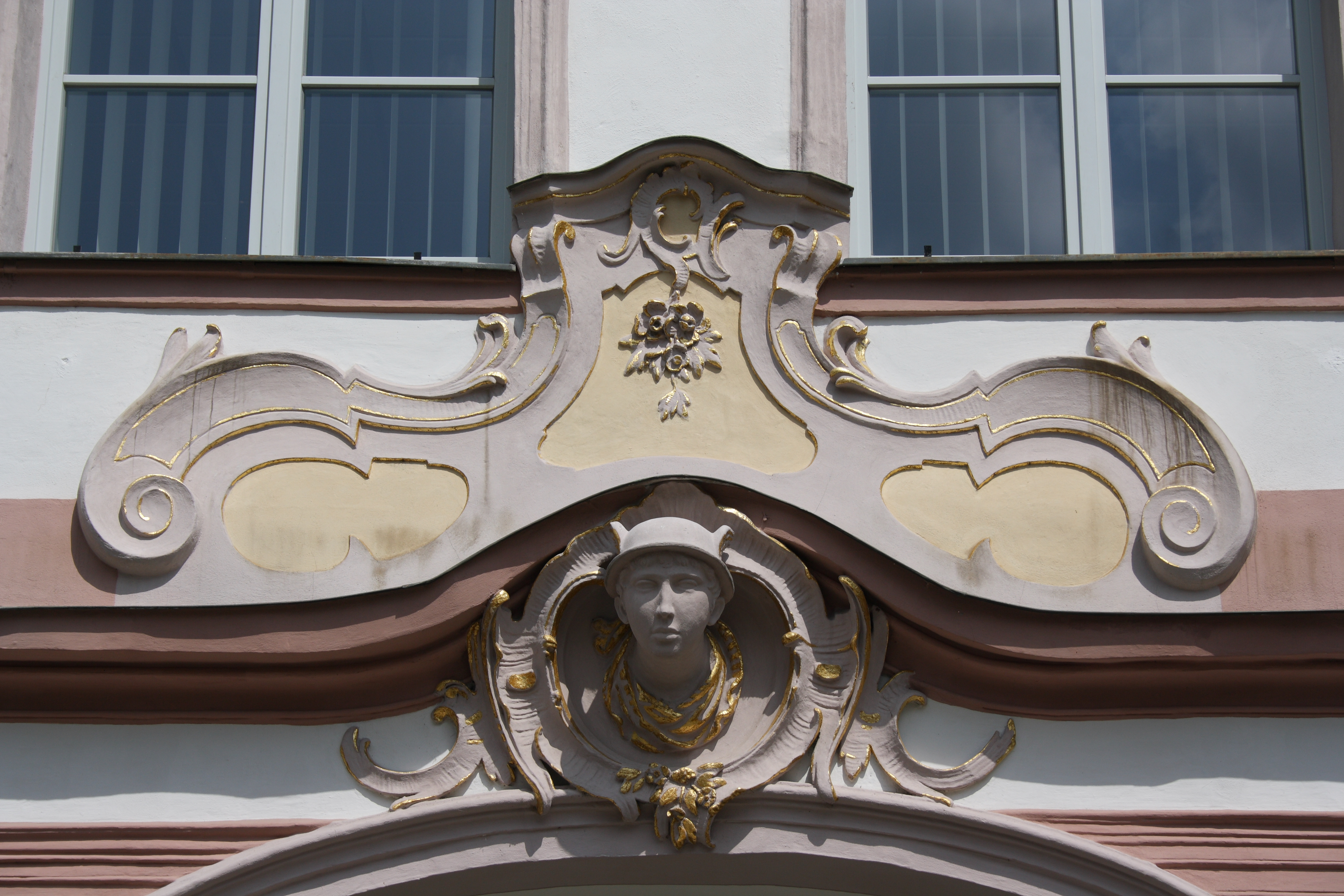
Merkurkopf von 1939

Der dreigeschossige pilastergegliederte Bau mit Mansardwalmdach besitzt einen flachen Mittelrisalit. Zur Straßenseite ist ein geschweifter Zwerchgiebel und eine reich stuckierte Fassade zu sehen. Das Innere des Hauses wurde durch mehrere Umbauten im 20. Jahrhundert stark verändert. Als Vorbild für diesen Bau diente möglicherweise das Gilardi-Haus in Allersberg, das 1723 bis 1728 von Gabriel de Gabrieli errichtet wurde.